# Charles Bertin
Pour les articles homonymes, voir Charles Bertin (avocat) et Bertin.
 (mars 2024).
Si vous disposez d'ouvrages ou d'articles de référence ou si vous connaissez des sites web de qualité traitant du thème abordé ici, merci de compléter l'article en donnant les références utiles à sa vérifiabilité et en les liant à la section « Notes et références ».
Œuvres principales
Les Jardins du désert
Le Bel Âge
Don Juan
Christophe Colomb
La petite dame en son jardin de Bruges
Charles Bertin, né le 5 octobre 1919 à Mons et mort le 21 octobre 2002 à Rhode-Saint-Genèse, est un écrivain belge, élu membre de l'Académie royale de langue et de littérature françaises de Belgique en 1967.
Ses archives sont conservées aux Archives et Musée de la littérature.

## Biographie
Charles Bertin naît à Mons en 1919 de Camille Bertin et Rose Plisnier. Il fait ses études secondaires à l'Athénée de Mons. Après des études de droit à l'Université libre de Bruxelles, Charles Bertin est d'abord avocat au Barreau de Mons de 1942 à 1947. Il devient ensuite chef de cabinet adjoint du ministre du Travail de 1947 à 1949. Il poursuit une carrière administrative, tout en commençant une carrière littéraire. En 1956, il s'installe à Rhode-Saint-Genèse, une commune à facilités du Brabant flamand, où il défendra les droits culturels de la population francophone. Dans cette commune, il fonde l'Association culturelle de Rhode-Saint-Genèse et en sera Président jusqu'en 2002, date de sa mort. 
En juin 1976, avec 141 autres personnes, il est cosignataire d'une lettre ouverte au roi Baudouin. Dans ce document, les signataires appellent à un véritable fédéralisme de vie, basé sur la reconnaissance des droits de l'homme et l'égalité des citoyens et exhortent à l'égalité politique des communautés et des régions.

### Honneurs
En 1967, succédant à Pierre Nothomb, Charles Bertin est élu membre de l’Académie royale de langue et de littérature françaises de Belgique et est président du comité belge de la Société des auteurs et compositeurs dramatiques de 1971 à 1989. Il est brièvement membre de la Commission permanente de Radio-télévision belge de la Communauté française (RTBF).
La bibliothèque Charles Bertin à Rhode-Saint-Genèse en porte le nom en témoignage de reconnaissance.

### Liens familiaux
Charles Bertin s'est marié avec Colette Leblois (Jemappes, 9 juin 1927 - Anderlecht, 19 mars 2020). De cette union naquirent un garçon, Olivier, et une fille, Dominique.
Il est le neveu de l'écrivain Charles Plisnier dont il aimait citer cette phrase : « Pour écrire, comme pour vivre, il faut d'abord beaucoup d'amour... »,.

## Œuvres principales
En 1963, Charles Bertin écrit la pièce L'Oiseau vert, une adaptation du conte philosophique L'augellino belverde (1765) de Carlo Gozzi.
Son roman Le Bel Âge (1964), prix Victor Rossel et prix du roman triennal, traite de l'hostilité des habitants d'une ville de province envers le personnage principal. Dans sa pièce Le Roi bonheur (1966), il se moque du monde des adultes à travers le personnage principal, une sorte de ridicule Caligula.
Dans Je reviendrai à Badenburg (1970), Bertin traite de la solitude de la mort et de l'échec d'un homme qui continue sa vie de libertin après s'être remis en question. Son ouvrage Les Jardins du désert (1981) est une représentation métaphorique de la civilisation. L'action a cours au XXIe siècle sur une île isolée dont les habitants sont les survivants d'une catastrophe déclenchée par un despote éclairé. Ses romans ultérieurs, Le Voyage d'hiver (1989) et La petite dame en son jardin de Bruges (1995) ont obtenu un grand succès populaire et commercial. C'est un roman autobiographique où il se remémore les vacances d'été qu'il passait chez sa grand-mère à Sint-Andries (Bruges). Ce livre n'est pas seulement un hommage affectueux d'un petit-fils envers sa grand-mère, mais aussi une esquisse de l'atmosphère particulière de la ville de Bruges pendant l'entre-deux-guerres. Il édite en 2000 un recueil comprenant trois nouvelles, Jadis, si je me souviens bien.

## Ouvrages

### Poésie
- 1946 : Trois poèmes, La Maison du poète
- 1947 : Psaumes sans la grâce, La Maison du poète, prix des poètes, 1947
- 1949 : Chant noir, Éditions des artistes
- 1999 : Les fêtes du hasard, Éditions Alain Regnier
- 2002 : Ode à une façade en fleurs, Le Taillis Pré

### Théâtre
- 1947 : Don Juan, De Visscher, pièce créée au Théâtre royal du Parc en 1948
- 1947 : Les Prétendants, éditions De Visscher, pièce créée par le Rideau de Bruxelles en 1947
- 1953 : Christophe Colomb, pièce radiophonique créée par le Théâtre national de Belgique en 1954, André De Rache, 1966 ; Les Éperonniers, 1989
- 1963 : adaptation de L'Oiseau vert de Carlo Gozzi
- 1966 : Le Roi bonheur, André De Rache
- 1969 : Je reviendrai à Badenburg, André De Rache

### Romans
- 1961 : Journal d'un crime, Albin Michel ; Jacques Antoine, 1983
- 1964 : Le Bel Âge, Albin Michel, prix Rossel, grand prix de la littérature en 1967
- 1981 : Les Jardins du désert, Flammarion ; Actes Sud, 1999

### Récits
- 1996 : La petite dame en son jardin de Bruges, Actes Sud
- 1989 : Le Voyage d'hiver, romance, Bibliothèque l'Âge d'Homme

### Nouvelles
- 2000 : Jadis, si je me souviens bien, Actes Sud

### Essais
- 1964 : Charles Plisnier, La Renaissance du livre
- 1986 : Autoportrait avec groupe, littérature francophone de Belgique au XXe siècle, Leo S. Olschiski Editore
- 1996 : Charles Plisnier. Une vie et une œuvre à la pointe du siècle, Talus d'approche
- 1997 : Marcel Thiry, Éditions de l'ARLLFB
- 2003 : L'Art et les Hommes, Le Grand miroir
- 2012 : Hommage à Marcel Thiry, Midis poésie  (ISBN 978-2-87406-524-8)

## Distinctions
- 1947 : prix triennal de littérature dramatique pour Don Juan
- 1950 : Prix du Hainaut
- 1953 : prix Italia pour Christophe Colomb[5]
- 1964 : prix Victor-Rossel, grand prix de la littérature française pour Le Bel Âge
- 1966 : prix triennal du roman de la Communauté française de Belgique[6] pour Le Bel Âge
- 1981 : prix du Conseil de la Communauté française pour Les Jardins du désert
- 1982 : grand prix SGDL du Roman pour Les Jardins du désert[7]
- 1989 : prix Montaigne de la Fondation Frédéric von Schiller de Hambourg

## Exposition
- 2013 : Les jardins littéraires de Charles Bertin, Archives et Musée de la Littérature (en la Bibliothèque royale de Belgique)[8]